# La Fille prodigue
La Fille prodigue és una pel·lícula francesa dirigida per Jacques Doillon, estrenada el 1981.

## Sinopsi
Anne, una dona de 30 anys, pateix una gran depressió i ja no suporta cap contacte humà, ni tan sols el del seu marit Jean-Marie. Aleshores deixa el seu marit i torna amb els seus pares, per tal d'intentar retrobar-se amb la seva infantesa a Deauville. Anne convenç la seva mare d'unir-se a la seva germana Judy, que està embarassada. Alhora, estreny la relació amb el seu pare, de tarannà gairebé incestuós, intentant crear un buit al voltant de la seva mare. Quan la seva germana dona a llum, l'Anne pensa que també podria estar embarassada.

## Repartiment
- Jane Birkin: Anne
- Michel Piccoli: el parae d'Anne
- Natasha Parry: la mare d'Anne
- Eva Renzi: la mestressa del pare
- René Féret: Jean-Marie
- Audrey Matson : Judy

## Rodatge
El rodatge va començar el 16 de juny del 1980 a Calvados i als Alts del Sena i va acabar el 14 d'agost del 1980.